# オバルチン

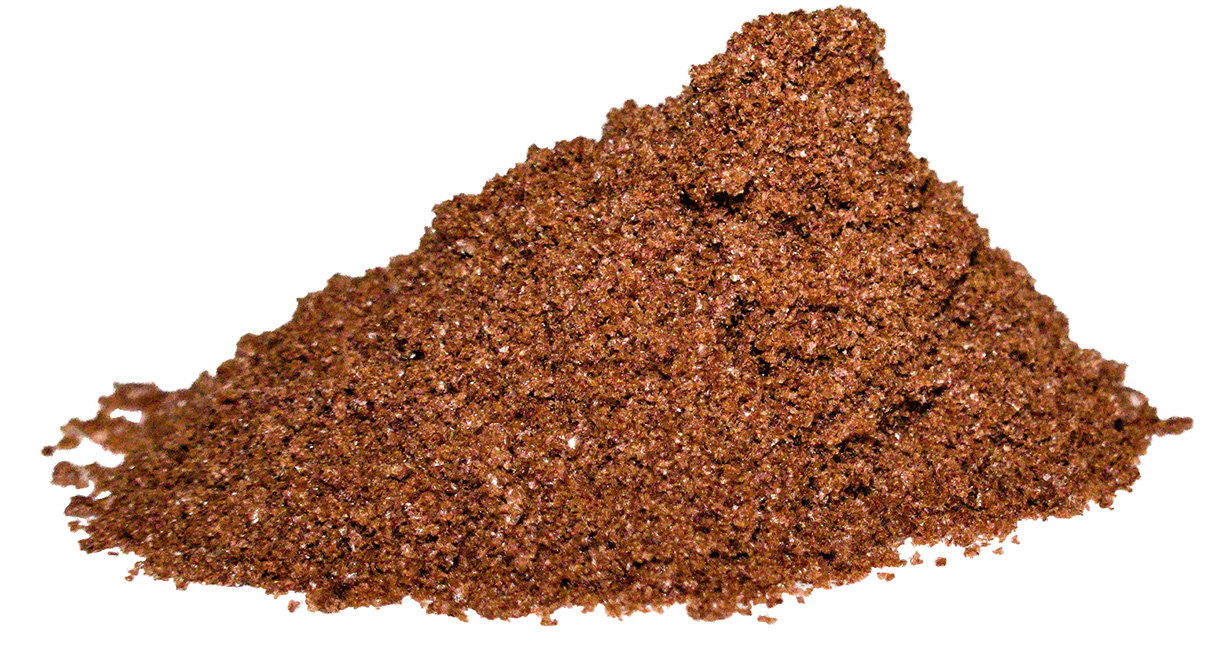

オバルチン（Ovaltine）は、スイスの製薬会社ノバルティスの関連会社であるワンダー・アーゲーが開発、製造する粉末麦芽飲料のブランド。現在、Ovaltineの商標権はイギリスのアソシエイテッド・ブリティッシュ・フーズが所有している。

## 特徴
スイスのアルベルト・ワンダー博士が配合を考え、1904年にオボマルティネ（Ovomaltine）の商標で発売された。ラテン語で卵を意味するOvumと英語で麦芽を意味するmaltを入れ込んだ造語で、元々の主要成分を表している。スイス、フランス、ポルトガルなど、国によっては現在もオボマルチンの商標が使われているが、成分は麦芽、ココア、砂糖、ホエイパウダーなどに変わっている。調整ココアと異なり、冷たい牛乳にも溶けやすい工夫がされている。
1909年にイギリスで製造発売するに当たり、英語として言いやすいオバルチンの商標が使われた。アメリカ合衆国では1915年に製造が始まった。日本では1936年頃の雑誌に広告が掲載されており、またカルピス食品工業（現カルピス）が販売権を取得し1970年代から1980年代に販売したが、現在日本では、一部輸入品を除いて、販売されていない。
香港の茶餐廳と呼ばれる喫茶レストランやファストフード店では、「阿華田」（広東語 オーワーティン、中国語 アーホワティエン Āhuátián）の名で定番のドリンクメニューとなっている。他にもアジアでは中国、台湾、タイ、フィリピンなどで販売されている。

## 関連商品
国によっては、ココアを含まないモルト・オバルチン（Malt Ovaltine）や、麦芽を含まないリッチ・チョコレート・オバルチン（Rich Chocolate Ovaltine）という関連商品も販売されている。
また、液状の紙パック入り、缶入り飲料やアイスバーを販売している地域もある。